# Quan hệ Bulgaria – Hungary
Quan hệ Bulgaria – Hungary là mối quan hệ ngoại giao giữa Bulgaria và Hungary. Cả hai quốc gia độc lập có quan hệ ngoại giao từ năm 1920. Hai nước từng ở cùng phía trong Chiến tranh thế giới thứ nhất và thứ hai. Bulgaria có một đại sứ quán ở Budapest. Hungary có một đại sứ quán tại Sofia và lãnh sự quán danh dự tại Varna. Cả hai nước đều là thành viên chính thức của NATO và Liên minh châu Âu.

## Đại sứ quán và lãnh sự quán
- Tại Hungary :
- Budapest ( Đại sứ quán )

- Tại Bulgaria :
- Sofia ( Đại sứ quán )
- Varna ( Lãnh sự quán danh dự )